# Cane da pastore scozzese
Il cane da pastore scozzese o scotch collie o rough collie o semplicemente collie è un cane da pastore che si divide in due varietà: smooth collie e rough collie. La loro storia, il loro carattere e le loro cure sono molto simili, ma oggi sono riconosciuti da due standard ufficiali di razza differenti. Il collie più famoso è stato senza dubbio l'intramontabile Lassie.
In origine, il termine collie non si riferiva ad una singola razza, ma a un gruppo di razze da pastore definite appunto Collie-type: tutte condividevano l'origine britannica, un aspetto simile e simili attitudini da lavoro (intelligenza, sensibilità, istinto di conduzione e collaborazione con l’uomo). Tra loro ricordiamo: il Border Collie, il Bearded Collie, l'English Shepherd, l'Old English Sheepdog, il Rough Collie, lo Shetland Sheepdog, lo Smooth Collie e il Welsh Sheepdog. 

## Storia
Il nome inglese collie deriva quasi certamente dal vocabolo anglosassone Col, che significa nero. Con questo termine venivano indicate le pecore scozzesi caratterizzate dal manto scuro e, di conseguenza, i cani predisposti alla loro conduzione e cura. Questi erano a loro volta chiamati Colley dogs e, solo più tardi, Collie. Fino al 1876, anno in cui il testo Book of farm di Henry Stephens incominciò a fare chiarezza, non ci si preoccupava di distinguere tra il Collie a pelo lungo (rough collie) e quello a pelo corto (smooth collie). Fino al 1863, poi, anno della prima grande esposizione nazionale per cani da caccia e altre razze (svoltasi a Chelsea), il Collie veniva generalmente indicato con il nome di Cane da Pastore Inglese, provocando una grossa confusione con razze e affini. Fu solo nel 1895, con il riconoscimento ufficiale delle due varietà da parte del Kennel Club Inglese, che si impose una definitiva chiarezza.
Il collie è un cane estremamente equilibrato.

## Carattere
Il collie ha il tipico carattere dei cani da pastore: diffidente, ma allo stesso tempo fedele, affettuoso e attaccato ai suoi padroni. Il pastore scozzese è un cane consapevole e metodico. Il collie è orientato alla famiglia e ama giocare con i bambini. 

## Cure e Salute
Una toelettatura costante è il segreto. Per quanto riguarda il mantello del rough collie, si consiglia di pettinare il pelo almeno una volta a settimana, con particolare attenzione alle parti sensibili come dietro le orecchie, le ascelle e le frange sulle zampe.  
Importantissimi sono i controlli legati alla displasia dell'anca. Non di meno importanza sono i controlli legati a: la CEA (Collie Eye Anomaly - diagnosticabile clinicamente nel cucciolo a partire dalla 7ª settimana) e le principali malattie genetiche della razza come MDR (o meglio la mutazione del gene MDR1 che predispone il cane alla tossicità nei confronti di determinate molecole farmacologiche) e DM (Mielopatia Degenerativa). 
Richiedi sempre all'allevatore i controlli effettuati sui cuccioli e sui genitori. 

## Curiosità
Captain Thomas Brown F.L.S. scriveva: “Questo utile e intelligente animale è uno dei più placidi, obbedienti, sereni e riconoscenti membri della specie canina. Egli è sempre pronto alla minima indicazione dei desideri del suo conduttore, sollecito e gratificato nell’eseguirli; e sembra gioisca del più grande piacere quando viene impiegato in qualsiasi tipo di servizio utile." 

## Diffusione
Nel 2024 l'ENCI ha contato 377 cuccioli iscritti al libro genealogico per il pelo lungo e 17 cuccioli iscritti per il pelo corto. Esistono numerosi allevamenti in tutta Italia, alcuni sono allevatori con affisso riconosciuto FCI ed ENCI. 
La Società Italiana Collie è invece l'associazione cinofila specializzata che tutela entrambe le razze, sia gli smooth collie sia i rough collie.

## Adatto per...
- Compagnia
- Obedience
- Protezione Civile - Soccorso Alpino
- Agility Dog
- Pet Therapy
- Dog dance